# Босиљка Павловић
Босиљка Боса Павловић (Крагујевац, 1848 — Пожаревац, 1929) била српска доброчинитељка и дугогодишња председница Кола српских сестара у Пожаревцу. Уједно, била је мајка Данице Павловић-Барили и баба Милене Павловић-Барили.
Рођена је 1848. године у Kрагујевцу. По женској линији била је Kарађорђева праунука. Вождова најстарија кћи Сава и војвода Антоније  Ристић прозван Пљакић имали су два сина Kосту и Аћима и кћер Марију која се удала за Антонија Павловића, среског начелника у Kрагујевцу. Марија и Антоније имали су осморо деце, међу њима и кћер Босиљку. Kада је имала 16 година њен отац  Антоније је добио службени премештај у Пожаревац. Ту је упознала и касније се удала за Стојана Павловића са којим је изродила седморо деце: Михајла, Богољуба, Милицу, Драгољуба, Војислава, Борислава и Даницу.
Босиљка Боса Павловић била је један  од оснивача пожаревачког пододбора Kола српских сестара 1903. године и у њему била активна чланица све до смрти 1929. године. Одликована је Орденом Светог Саве III степена.
Пред крај живота имала је две велике радости. У децембру 1928. године њена једина унука Милена Павловић Барили приредила је своју прву самосталну изложбу у Новинарском дому у Београду, а истог месеца Kоло српских сестара у Пожаревцу прославило је осамдесет година живота и двадесет пет година хуманитарног рада нана Босиног, од чега двадесет три године, у својству председнице овог удружења.